# Red Bull Arena (New Jersey)
Red Bull Arena, ook bekend als Red Bull Park, is een voetbalstadion met 25.189 zitplaatsen. Het stadion staat in Harrison, New Jersey. Het openbaar vervoer wordt verzorgd door de PATH.
Het stadion wordt gebruikt door Red Bull New York. De club speelt in de Major League Soccer.

## Naamsverandering
Op 18 augustus 2008 werd de naam van het stadion veranderd van Red Bull Park naar Red Bull Arena. Deze verandering is gekomen doordat de nieuwe naam beter bij de andere Red Bull activiteiten past.

## CONCACAF Gold Cup
Dit stadion is verschillende keren uitgekozen als gaststadion tijdens een toernooi om de Gold Cup, het voetbaltoernooi voor landenteams van de CONCACAF. Tijdens de Gold Cup van 2011, 2013 en 2019 was dit stadion een van de stadions zijn waar voetbalwedstrijden werden gespeeld. Ook in CONCACAF Gold Cup van 2017 werd dit stadion gebruikt voor 2 wedstrijden in de groepsfase.
| 1 | 13 juni 2011 | Guatemala – Grenada              | 4 – 0 | Groepsfase | 25.000 |  |  |
| 2 | 13 juni 2011 | Honduras – Jamaica               | 0 – 1 | Groepsfase | 25.000 |  |  |
|   |              |                                  |       |            |        |  |  |
| 3 | 8 juli 2013  | El Salvador – Trinidad en Tobago | 2 – 2 | Groepsfase | 20.000 |  |  |
| 4 | 8 juli 2013  | Haïti – Honduras                 | 0 – 2 | Groepsfase | 20.000 |  |  |
|   |              |                                  |       |            |        |  |  |
| 5 | 7 juli 2017  | Frans-Guyana – Canada            | 2 – 4 | Groepsfase | 25.817 |  |  |
| 6 | 7 juli 2017  | Honduras – Costa Rica            | 0 – 1 | Groepsfase | 25.817 |  |  |
|   |              |                                  |       |            |        |  |  |
| 7 | 24 juni 2019 | Bermuda – Nicaragua              | 2 – 0 | Groepsfase | 20.044 |  |  |
| 8 | 24 juni 2019 | Haïti – Costa Rica               | 2 – 1 | Groepsfase | 20.044 |  |  |